# Kraljevstvo Velike Britanije
Kraljevstvo Velike Britanije (eng. Kingdom of Great Britain) bilo je država stvorena ujedinjenjem Kraljevine Engleske i Kraljevine Škotske 1707. g. Prestala je postojati 1801. kada joj je pridruženo Irsko Kraljevstvo te je stvoreno Ujedinjeno Kraljevstvo Velike Britanije i Irske.